# Románia turizmusa

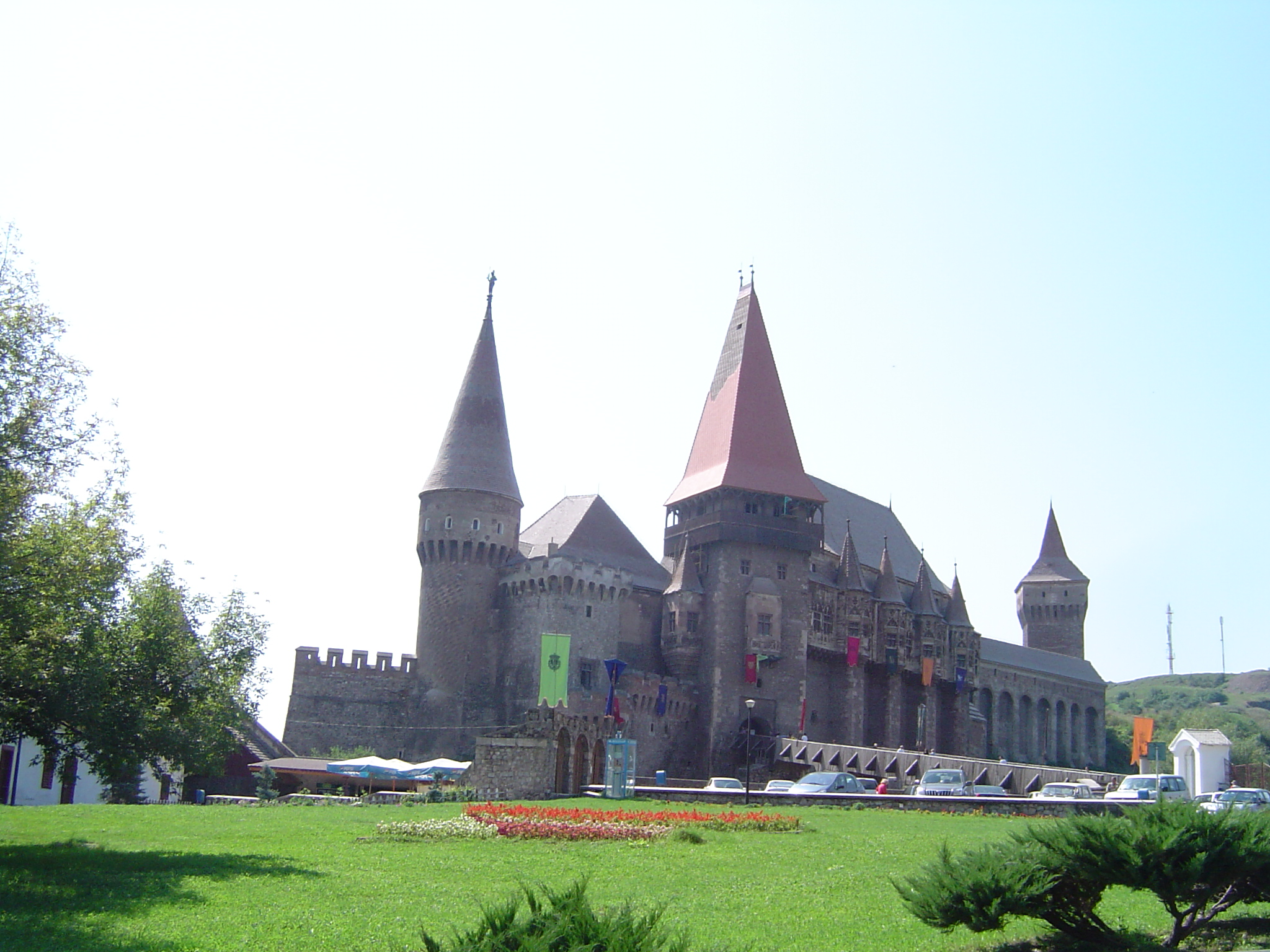
Vajdahunyad vára

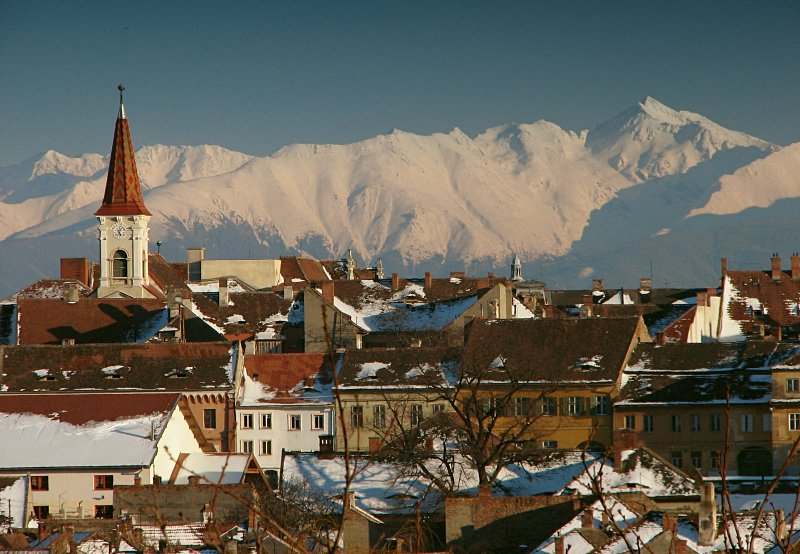
Nagyszeben volt 2007-ben Európa kulturális fővárosa

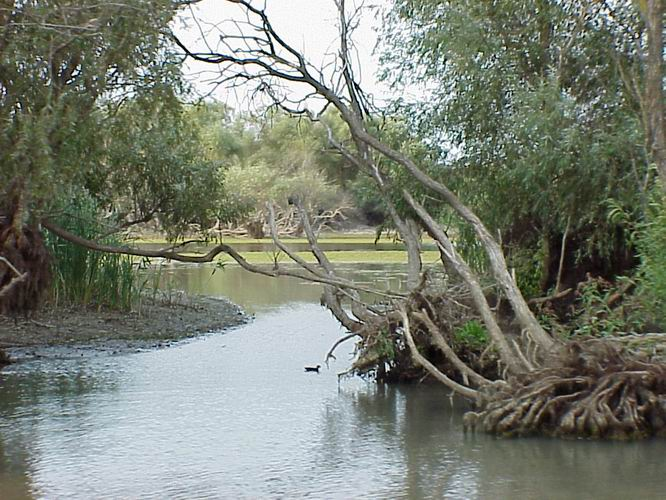
Duna-delta

Ez a szócikk Románia turizmusát tárgyalja, azon belül az ország turisztikai felosztását, a legfontosabb és legjellegzetesebb turisztikai látnivalókat, a természetjárás, üdülő- és gyógyturizmus fő jellemzőit, valamint a turistáknak nyújtott szolgáltatások, a szállás, étkezés és közlekedés adottságait.

## Idegenforgalmi jellemzők
Az országba beutazók száma évről évre növekszik. 2002-ben 4,8 millió fő utazott be 400 millió Euró bevételt hozva az országnak, 2004-ben ez már 6,6 millió fő és 607 millió Euró volt. 2005-ben 880 millió eurót fektettek be a turizmusba. Az 1990-es évek óta legjobban a síturizmust fejlesztik a Kárpátokban. A másik fő idegenforgalmi központ a Fekete-tenger partja, elsősorban Konstanca és Mamaia.
Az idegenforgalmi ágazat a GDP 4%-át teszi ki és 0,8 millió fő számára biztosít munkahelyet, ezzel a kereskedelem után a második legnagyobb ágazat a szolgáltatásokon belül. 2006-ban 20 millió vendégéjszakát regisztráltak, ami az eddigi rekordot jelenti. A közép-európai kereskedelmi vásárok kétharmadát Romániában rendezik, ami évente majdnem 300 000 külföldi szakmai látogatót vonz az országba. A négy legnagyobb ilyen vásárt Bukarestben, Kolozsváron, Jászvásáron és Temesváron tartják.
A turizmus az utóbbi időben az egyik leggyorsabban fejlődő ágazat az országban.
Az országba belépő külföldi személyek száma 2004-ben (az első tíz kibocsátó ország):
- Magyarország: 2 603 500 (nagy részük nem turista volt)
- Moldova: 1 212 800
- Bulgária: 375 400
- Ukrajna: 309 800
- Németország: 296 100
- Olaszország: 230 600
- Szerbia: 220 300
- Törökország: 195 300
- Lengyelország: 132 900
- Szlovákia: 88 700
- Összesen: 6 600 100

## Turisztikai látnivalók

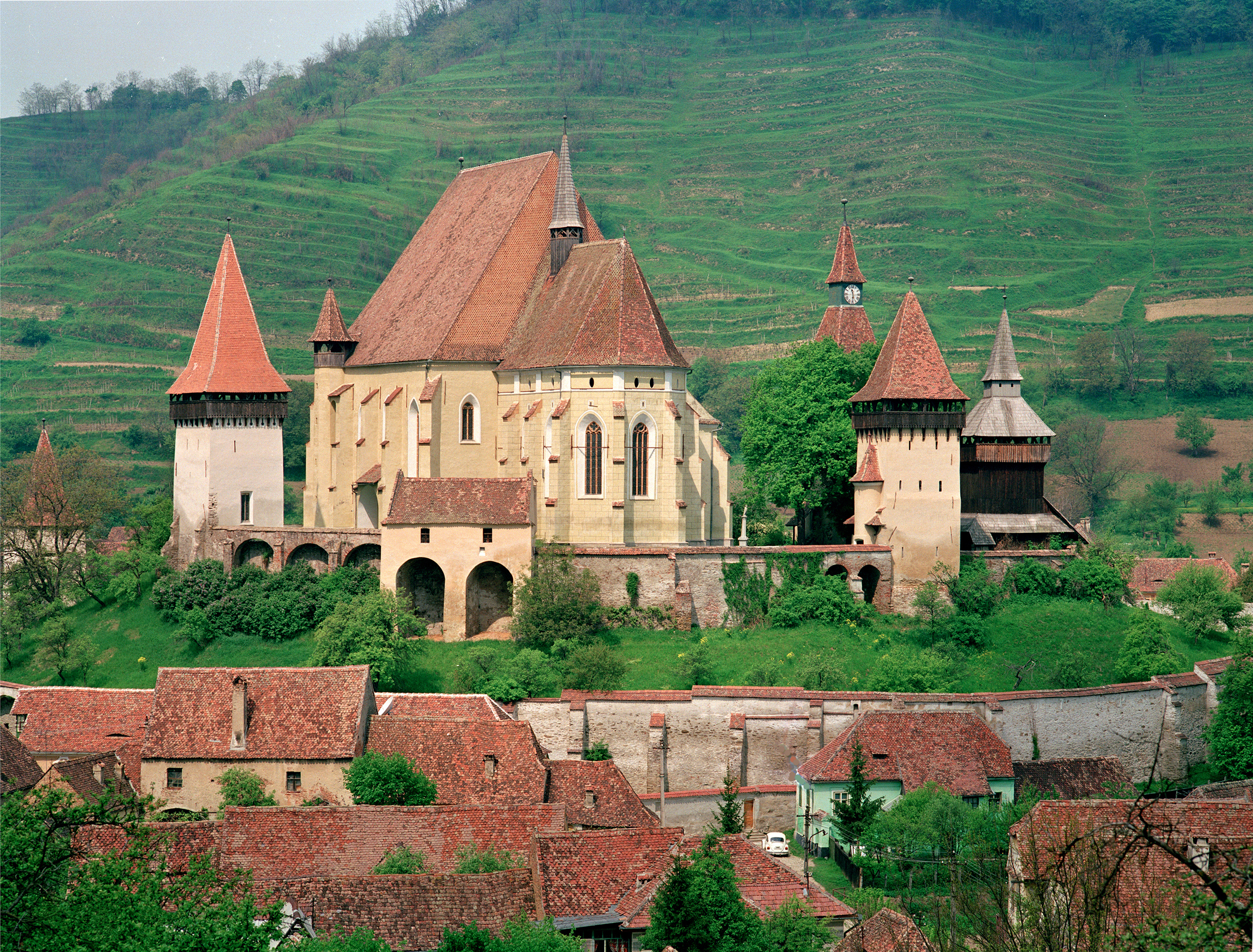
Berethalom (Biertan)

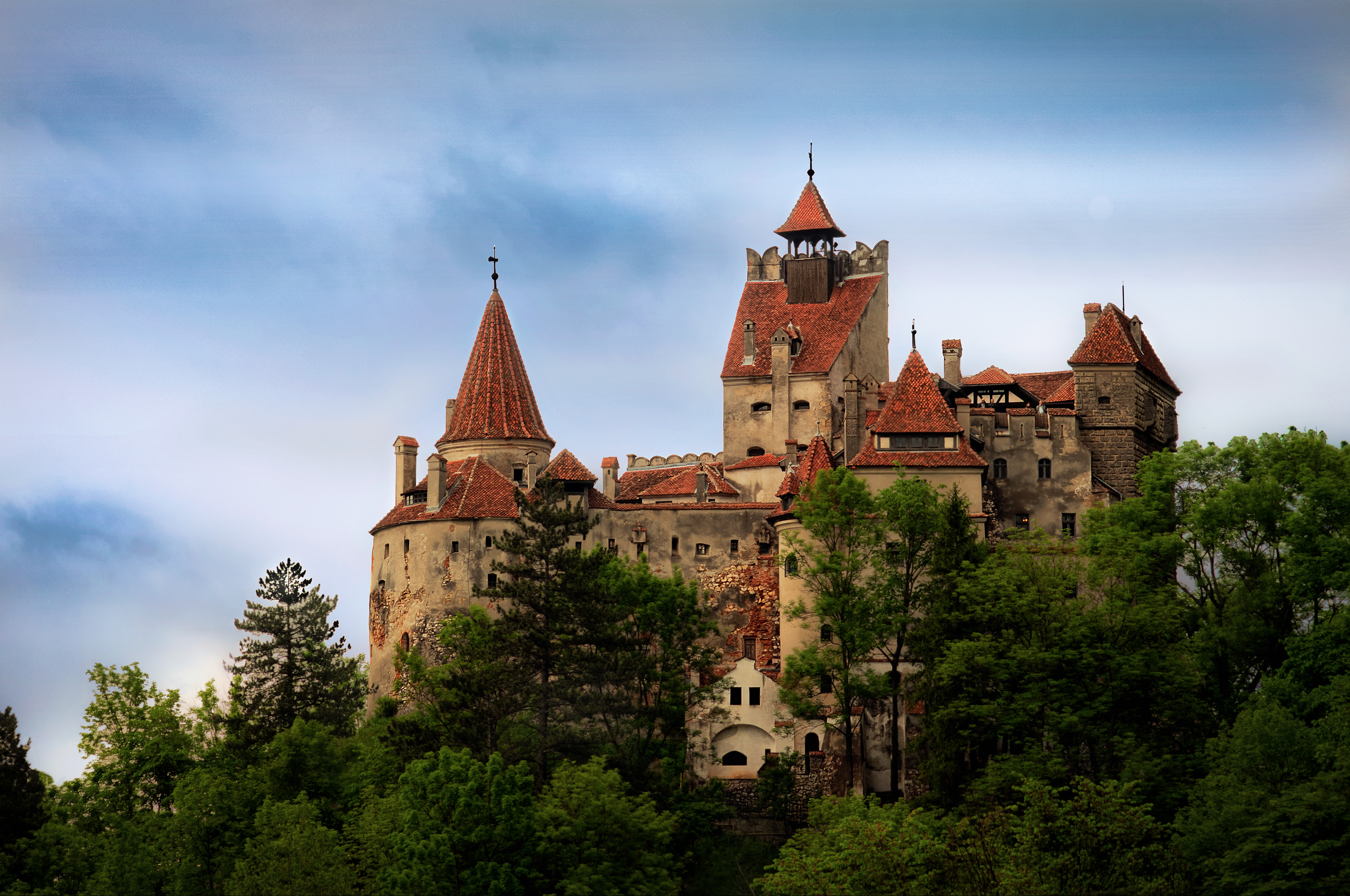
Törcsvári kastély

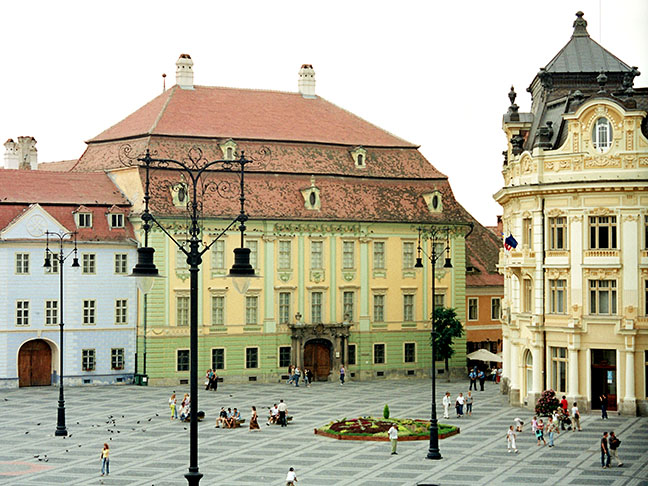
Nagyszeben: Brukenthal Múzeum

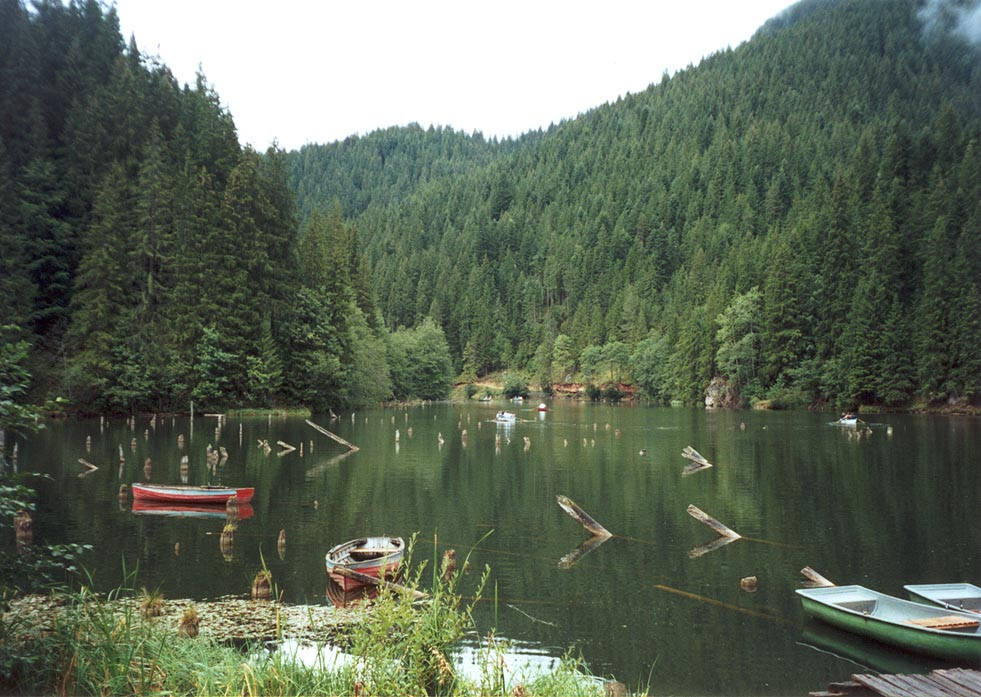
Gyilkos-tó (Hagymás-hegység)

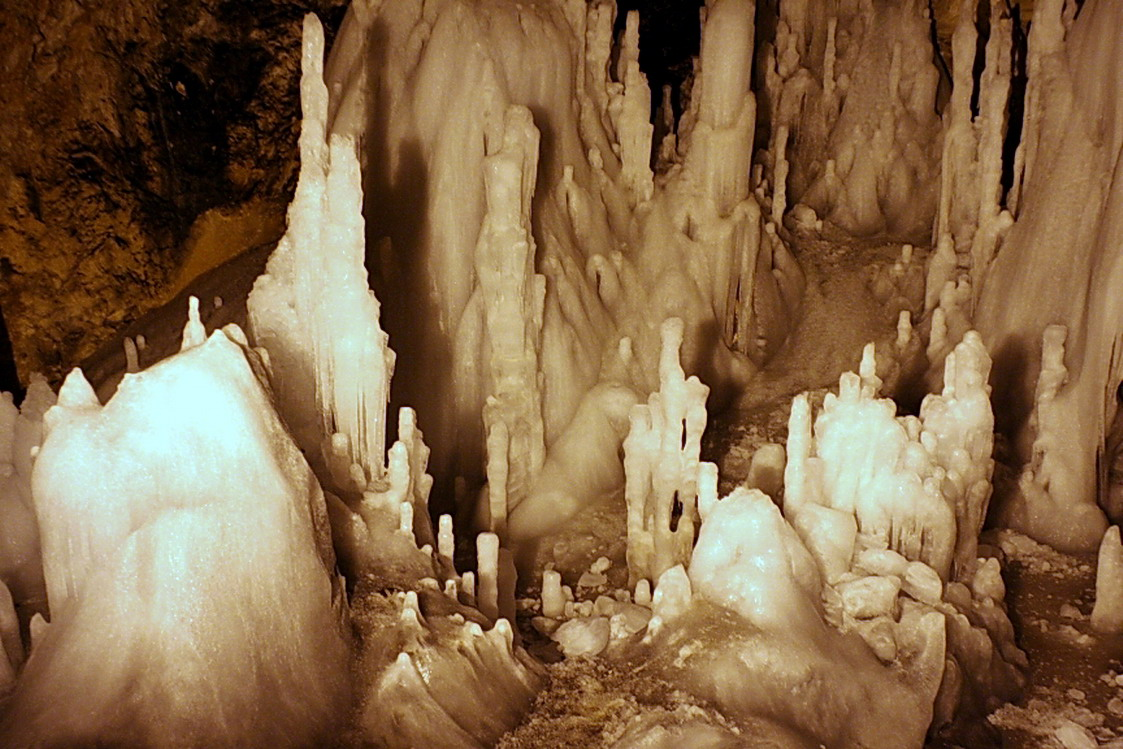
Aranyosfői-jégbarlang (Erdélyi-szigethegység)

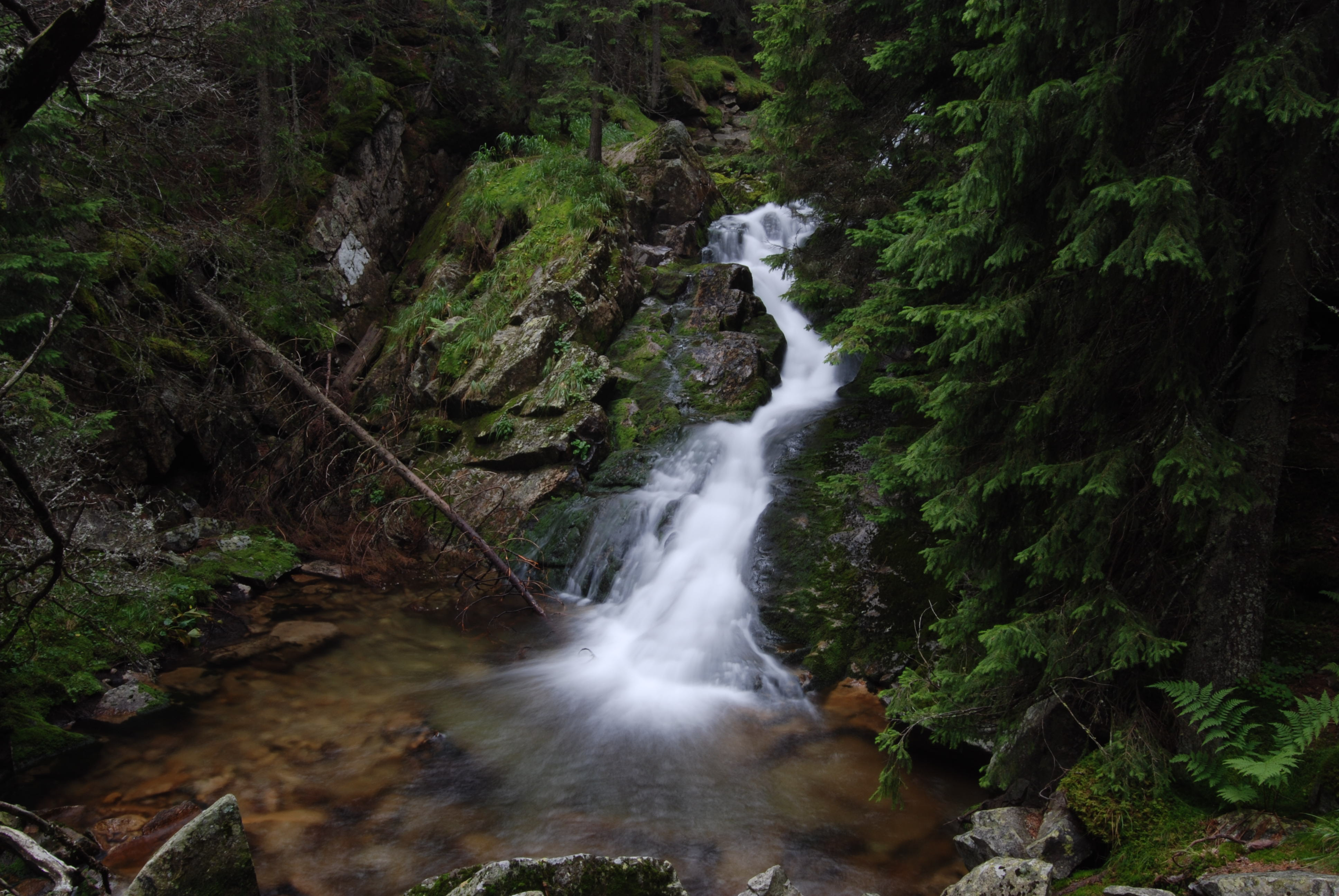
Vízesés a Retyezátban

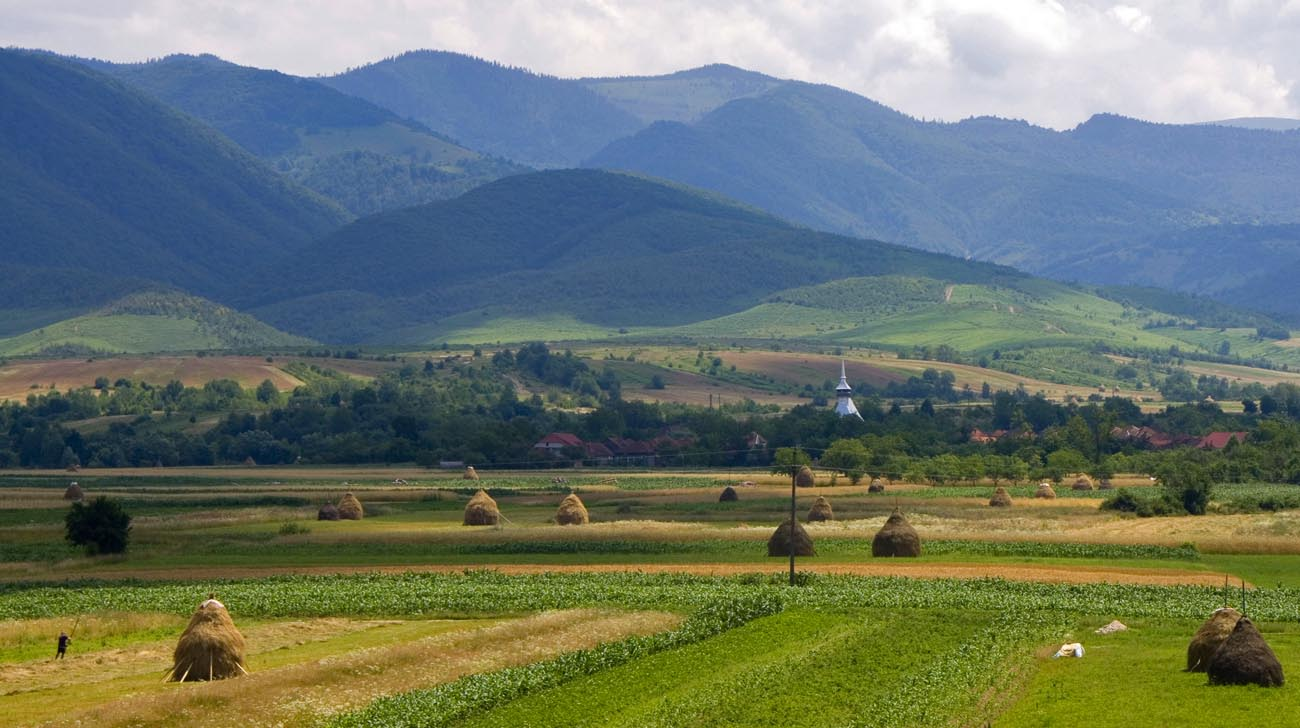
Tájkép Biharfenyves (Brădet) mellett

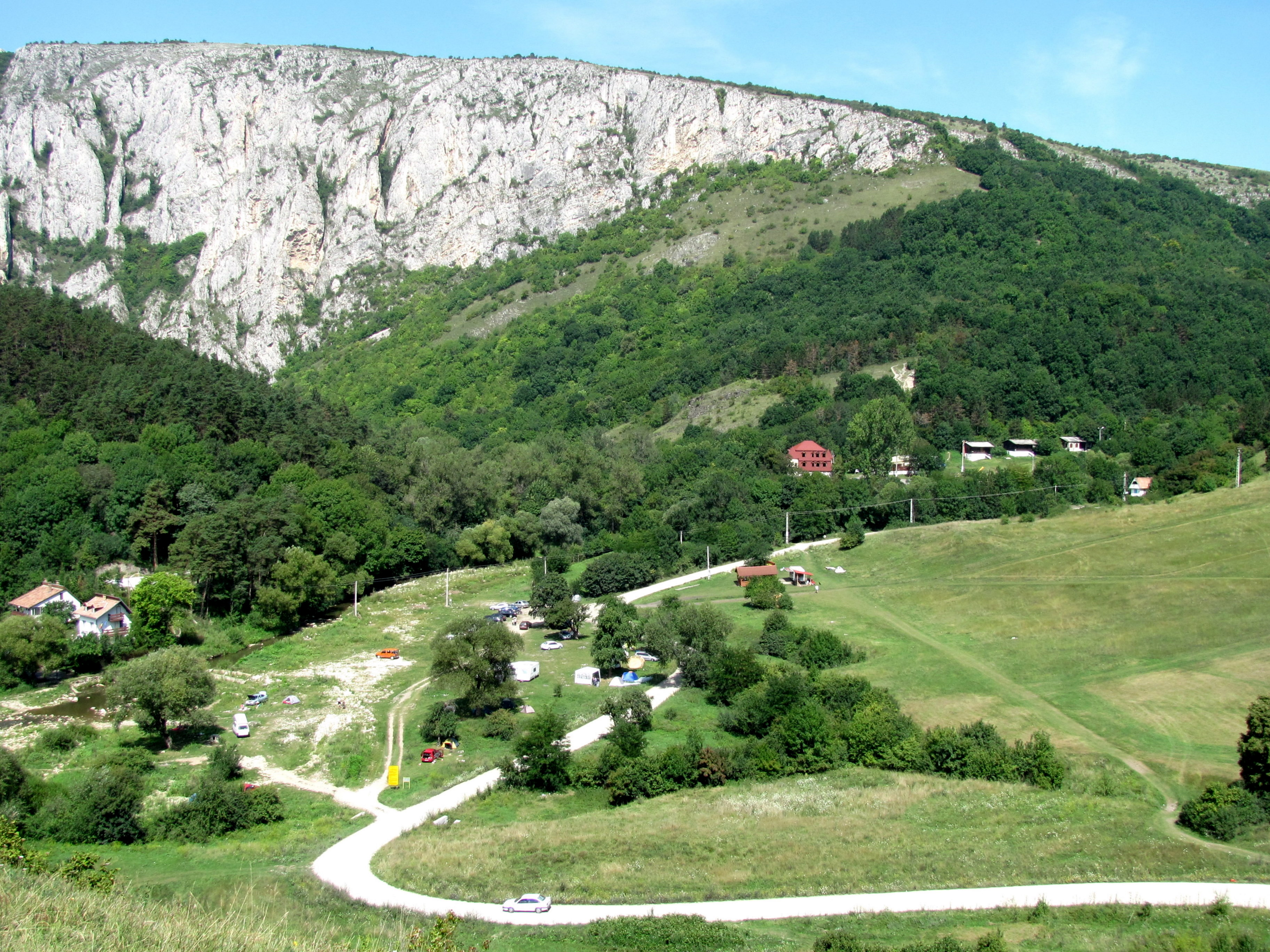
A Tordai-hasadék kapuja

### Világörökségi helyszínek
Az UNESCO világörökségi listáján szereplő romániai helyszínek:
- Duna-delta
- Erdély erődtemplomos falvai – köztük Székelyderzs erődtemploma, erdélyi magyar világörökség
- Horezui kolostor
- Észak-moldvai kolostorok
- Dák erődítmények a Szászvárosi-hegységben
- Segesvár történelmi központja
- Máramaros fatemplomai

### Régió szerint
Történelmi Erdély
- Kolozsvár (Cluj-Napoca) - a történelmi Erdély fővárosa
  - Történelmi városközpont (Szent Mihály-templom, Mátyás király szülőháza, Mátyás király emlékműve, Farkas utcai református templom, Szent György lovasszobor, Bánffy-palota (Kolozsvári Szépművészeti Múzeum), Redut (Erdélyi Néprajzi Múzeum), Sétatér csónakázótóval
  - Romulus Vuia Etnográfiai Park (Románia legrégebbi skanzene, részben magyar anyaggal is)
- Középkori szász kereskedővárosok
  - Brassó (Brașov), az erdélyi Barcaság fővárosa
  - Segesvár történelmi központja (Sighișoara)
  - Nagyszeben (Sibiu) történelmi központja, Brukenthal Múzeum, Emil Sigerus Szász Néprajzi és Népművészeti Múzeum, Történelmi Múzeum, Astra szabadtéri néprajzi múzeum (Románia legnagyobb skanzene többek között magyar emlékekkel is, például korondi székely portával)
  - Beszterce történelmi központja: gótikus evangélikus templom, ortodox (volt katolikus templom) gótikus falfestményekkel, történeti múzeum
- Gyulafehérvár (Alba Julia) történelmi központja, érseki székesegyház, vár, Püspöki Palota - az erdélyi katolikus egyház központja
- Marosvásárhely és Székelyudvarhely szecessziós épületei
- Csíkszereda: Mikó-vár, Makovecz Imre katolikus temploma, Csíksomlyói kegytemplom és kolostor
- Erdély középkori erődtemplomai
  - Erődtemplomos városok: Medgyes, Dés, Szászsebes, Feketehalom, Nagydisznód, Szentágota, Barót, Szerdahely
  - Erdély erődtemplomos falvai - köztük Székelyderzs erődtemploma, erdélyi magyar világörökség + Bölön, Kézdiszentlélek, Nagyajta, valamint az erdélyi szász falvak látványos erődtemplomai (lásd az Erdélyi szászok szócikkben!)
- Magyar főúri kastélyok: Bonchida - Bánffy-kastély, Keresd, Bethlen - Bethlen-kastélyok
- Várak, várromok, régészeti emlékek: Barcarozsnyó, Déva, Fogaras, Kerc, Léta vára, Szászkézd, Szelindek, Torockószentgyörgy, Törcsvár („Drakula vára”), Vajdahunyad, Várhely (az ókori Dacia fővárosának romjai)
- A magyarok kazettás mennyezetű református templomai: Kalotaszegen többek között Bánffyhunyad, Kalotadámos, Körösfő, Magyarbikal és Magyarvalkó, Székelyföldön Énlaka, Gelence és Bögöz (a két utóbbiban látványos középkori freskók)
- Szent Miklós-templom (Demsus) - a legrégibb román ortodox templom
- Hagyományaikat és népi építészetüket máig őrző magyar falvak: Korond, Körösfő, Máréfalva, Sóvárad, Szentdemeter, Szék, Torockó, Vargyas stb.
- Torda: történelmi főtér, sóbányamúzeum, a város közelében a vadregényes Tordai-hasadék
- Parajd: Sóbányamúzeum
- Brád: Aranymúzeum
- Keleti-Kárpátok
  - Nagy-Pietrosz csúcs (Vârful Pietrosul Rodnei)
  - Békás-szoros, Békási-víztározó (Izvorul Muntelui, Moldva)
  - Beszterce-völgy (Valea Bistriței, Moldva): Cailor-vízesés (Cascada Cailor, 90 m.), Beszterce-gleccsertó, Zugreni-szurdok (Cheile Zugreni)
  - Homoródalmás: Orbán Balázs-barlang
  - Persányi-hegység: Vargyas-szoros 120 barlanggal
  - Borszék: Románia legtisztább levegőjű települése, borszéki ásványvíz (2004-ben a világ legfinomabb ásványvizének választották), gyógyfürdő, jégbarlang, gyógyvizes láp[4]
  - Szent Anna-tó: tengerszem közelében a Mohos-tőzegláp és a Torjai büdös-barlang
  - Gyilkos-tó
  - Szovátai Medve-tó: meleg vizű, gyógyhatású sós tó gyógyfürdővel
  - Csíkszenttamás: Feneketlen-tó: gyógyvizes forrástó
- Déli-Kárpátok
  - Fogarasi-havasok: Transzfogarasi út (Transfăgărășan), Bilea-vízesés és gleccsertó (Cascada Bâlea, Bâlea Lac)
  - Királykő-hegység (védett medveélőhely) - Zernest (Európa legnagyobb medverezervátuma), Törcsvári-szoros
  - Bucsecs-hegység (Bucegi)
  - Retyezát-hegység (Retezat)
- Barcaszentpéter (Sânpetru, Európa egyetlen dinoszaurusz-lelőhelye)
- Vízaknai sós tavak (gyógyfürdő és természetvédelmi terület)
- Erdélyi-szigethegység (Munții Apuseni)
  - Világhírű barlangok (mintegy 2000): Aranyosfői-jégbarlang (Peștera Scărișoara), Zgurestyi-jégbarlang (Peștera Zgurăști, barlangtavakkal), kiskohi Medvebarlang (Peștera Urșilor), rumunyesti barlang (Peștera Românești), Oltárkő-barlang (Piatra Altarului), Valea Rea-barlang (82 m. magas barlangi vízeséssel), V5-barlang (a legnagyobb terem 415 m. hosszú!)
  - Szegyesd-völgy (kb. 200 barlanggal)
  - Pádis-fennsík (Padiș): Bársza-katlan (Groapa de la Barsa), Csodavár barlangrendszer (Cetățile Ponorului), Eszkimó jegesbarlang (Peștera Focul Viu)
  - Festői vízesések, a legnagyobb a Nagy Phaeton-vízesés (Cascada Bohodei, 96 m.)
  - Reketó: biológiai rezervátum ritka növényekkel és állatokkal

Nyugati határvidék (Partium és Kelet-Bánság)
- Nagybánya központja, Képzőművészeti Múzeum
- Koltó, Teleki Kastély, Petőfi múzeum, a költő mézesheteinek helyszíne
- Nagyvárad monumentális főtere a Sebes-Körös partján
- Magyar főúri kastélyok: Koltó - Teleki-kastély, Nagykároly - Károlyi-kastély, Zsibó - Wesselényi-kastély és gazdag arborétuma
- Máramaros fatemplomai, máramarosi román népviselet, hagyományok
- Máramarosszigeti skanzen (magyar házak is vannak benne)
- Szaplonca (Săpânța) „vidám temetője”
- Felsővisó: Vasér-völgyi kisvasút
- Temesvár: főtér, Forradalom Emlékmúzeuma
- Vaskapu-szoros (Porțile de Fier) - Szerbiával közös

#### Moldva

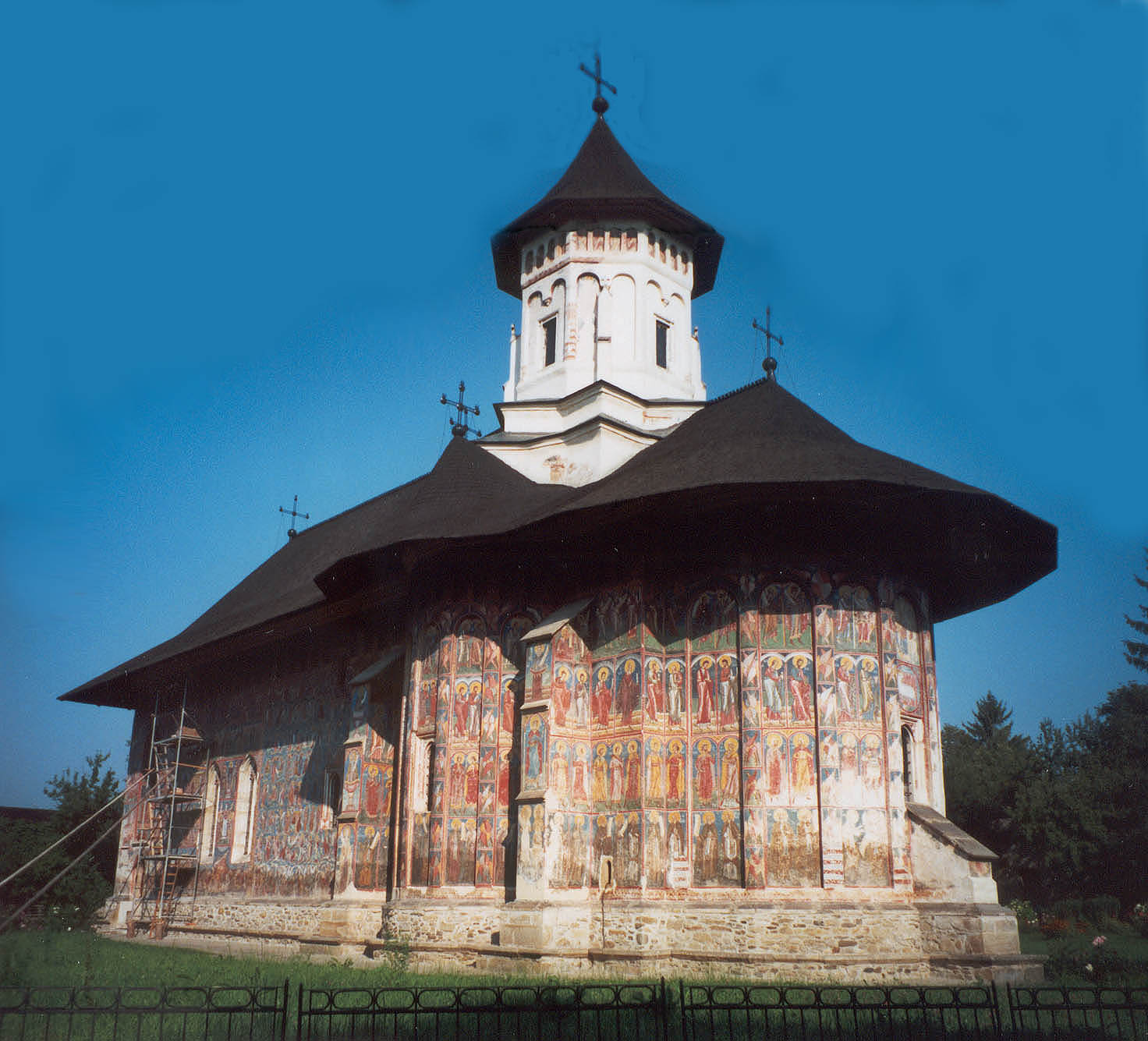
A moldovițai Angyali Üdvözlet-templom (Észak-Moldva)

- Jászvásár, a Moldvai Fejedelemség volt fővárosa: ortodox templomok, Trei Ierarhi-templom (Biserica Sfinții Trei Ierarhi), Nagy Zsinagóga
- Észak-moldvai kolostorok
- Târgu Neamț: Neamț kolostor (Mănăstirea Neamț)
- Slătioarai ősfenyves (Codrul secular Slătioara, Stulpicani) évszázadok óta érintetlen buja őserdő, nem ritkák a 400-500 éves famatuzsálemek sem
- Buzăui iszapvulkánok

#### Havasalföld
- Bukarest
  - Nemzeti Művészeti Múzeum

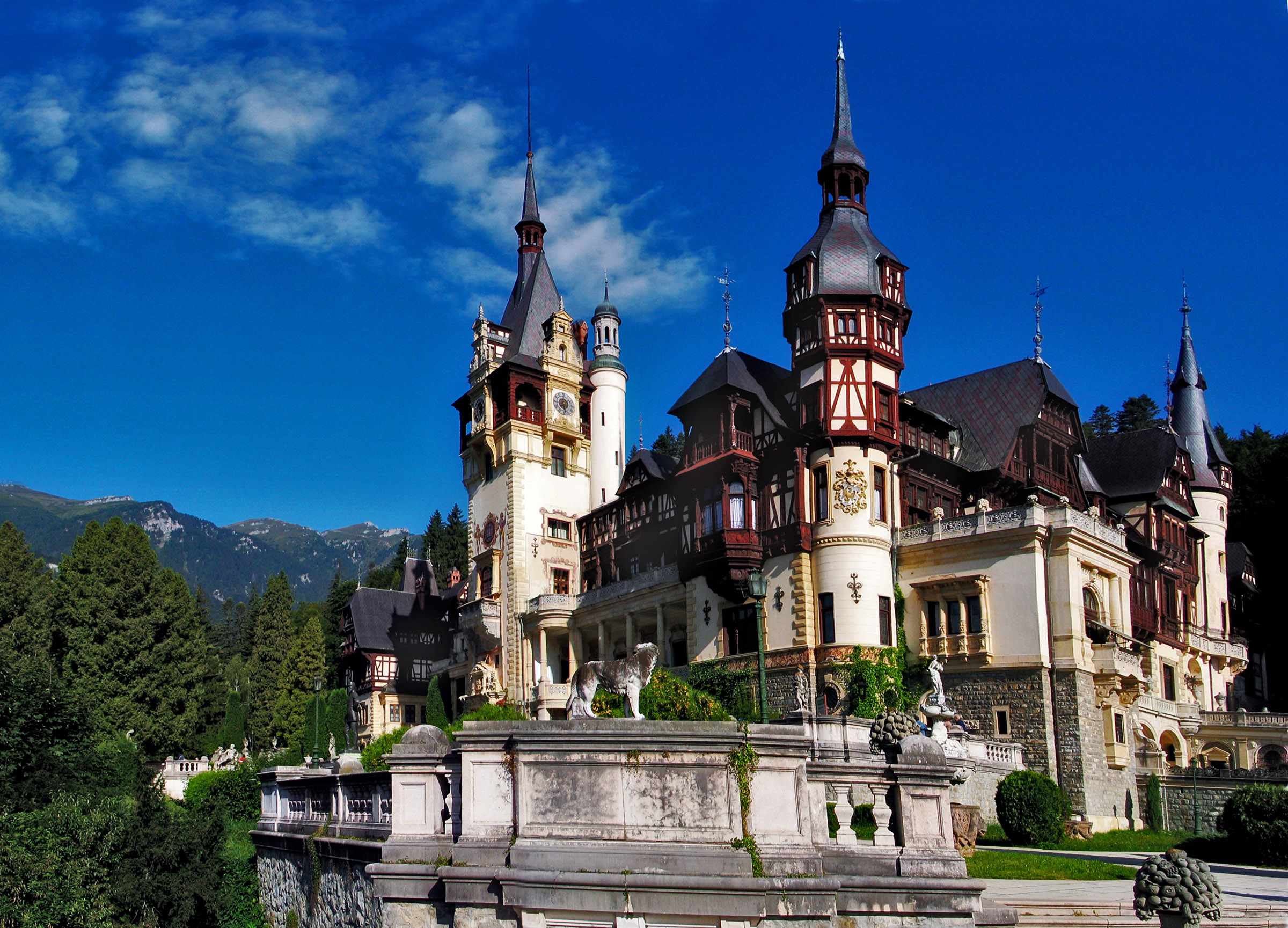
Peleș-kastély

  - Nemzeti Történeti Múzeum: ókori és középkori kincsek, a román történelemszemléletet tükröző kiállítás
  - Stavropoleos-templom
  - Keresztelő Szent János-templom (Ceaușescu építkezései miatt eredeti helyéről áthelyezve)
  - Dimitrie Gusti Nemzeti Falumúzeum (bukaresti skanzen) – benne néhány magyar emlék, például csíkbánkfalvi székely porta
  - Román Parlament – a világ legnagyobb parlamentje, amelyet a kommunista diktátor, Ceaușescu a régi városrész helyén építtetett
- Curtea de Argeș, a Havasalföldi Fejedelemség volt fővárosa: ortodox templomok
- Sinaia: ortodox kolostoregyüttes, Peleș-kastély, a román királyok egykori nyaralója
- Zsilvásárhely (Târgu Jiu): Constantin Brâncuși monumentális szoboregyüttese az I. világháborús ellenállók emlékére
- Horezui kolostor
- Măldărești nemesi lakótornyai (Cula Greceanu, Cula Duca)
- Szörényvár (Turnu Severin): Drobeta római város és Traianus hídja romjai

#### Dobrudzsa

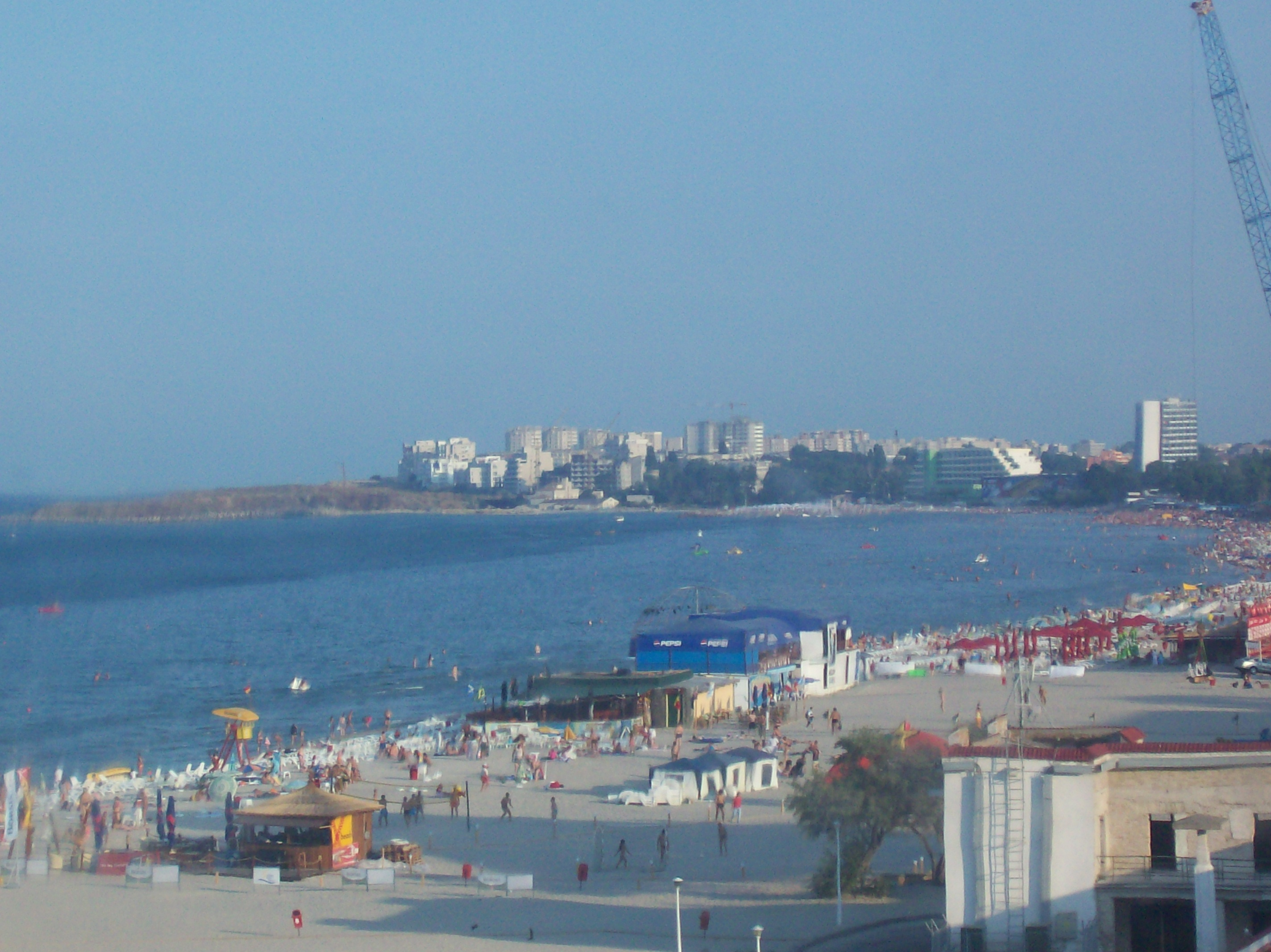
Mamaia tengerpartja

- Duna-delta: Európa legjobban megőrzött folyódeltája
- Konstanca (Constanta)
- Mamaia
- Istria római kori város romjai
- Tropaeum Traiani - római kori diadalemlék
- Murfatlar sziklakolostorai az 5–9. századból, onogur-bolgár rovásírásos, görög és ószláv feliratokkal, valamint sziklarajzokkal
- Enisala középkori sziklavár romjai

## Természetjárás
Románia 13 nemzeti parkja (2006):
Erdély:
- Békás-szoros-Nagyhagymás Nemzeti Park (Parcul Național Cheile Bicazului-Hășmaș) + Moldva
- Domogled-Cserna-völgy Nemzeti Park (Parcul Național Domogled-Valea Cernei) + Havasalföld
- Kelemen-havasok Nemzeti Park (Parcul Național Călimani) + Moldva
- Királykő Nemzeti Park (Parcul Național Piatra Craiului) + Havasalföld
- Nérai-szoros Nemzeti Park (Parcul Național Cheile Nerei-Beușnița)
- Radnai-havasok Nemzeti Park (Parcul Național Munții Rodnei) + Moldva
- Retyezát Nemzeti Park (Parcul Național Retezat)
- Szemenik-Krassói-szurdok Nemzeti Park (Parcul Național Semenic-Cheile Carașului)
- Zsil-völgy Nemzeti Park (Parcul Național Defileul Jiului) + Havasalföld

Regát:
- Buila-Vânturarița Nemzeti Park (Parcul Național Buila Vânturarița, Havasalföld)
- Cozia Nemzeti Park (Parcul Național Cozia, Havasalföld)
- Csalhó Nemzeti Park (Parcul Național Ceahlău, Moldva)
- Măcin-hegység Nemzeti Park (Parcul Național Munții Măcinului, Dobrudzsa)

## Üdülőturizmus, aktív turizmus
- A Kárpátok túralehetőségei és hegymászóparadicsomai
- Síparadicsomok: Brassópojána (Poiana Brașov), Szováta, Biharfüred, a Prahova-völgy (Valea Prahovei) sícentrumai
- A székelyföldi Vármező halastavai, Románia legnagyobb pisztrángtenyészete
- Erdélyi falusi vendéglátás: Kalotaszentkirály, Kibéd, Szentegyháza

## Gyógyturizmus
- Herkulesfürdő (Băile Herculane), Félixfürdő (Băile Felix), Bálványosfürdő (Băile Balvanyos), Tusnádfürdő (Băile Tușnad), Zsögödfürdő (Jigodin Băi, Csíkszereda), Szováta (Sovata), Marosszentgyörgy (Sângeorgiu de Mureș) gyógyfürdői Erdélyben

## Kerékpáros turizmus

### EuroVelo 6
Az EuroVelo nemzetközi kerékpárhálózat hatodik vonala, az Atlantic – Black Sea a franciaországi Nantesből indul, az Atlanti-óceán közeléből. Innen Svájcon keresztül halad Németországba. Miután találkozik a Dunával,  a Duna menti kerékpárúton halad. Az osztrák főváros, Bécs után egy rövid szakasz következik Szlovákiában, Pozsonyon át. Magyarország, és a magyar főváros után az útvonal a Fekete-tenger felé veszi az irányt. Romániába az útvonal Szerbiából érkezik, majd Bulgáriába halad tovább, és végül újra Romániában, Konstancánál, a Duna-deltánál végződik. Az EV6 román szakaszai kivitelezettek.

### EuroVelo 13
Az Iron Curtain Trail az EuroVelo nemzetközi kerékpárhálózat tizenharmadik, egyben leghosszabb vonala. 10 400 kilométer hosszú, és 20 országot érint. Nevéhez híven egészen Norvégiából, északról délre szeli át Európát, végig a vasfüggönyt követi. Romániába Szerbiából érkezik, majd oda is tér vissza. A román szakasz még kivitelezésre vár. Az útvonal végül Törökországban végződik.

## Kulturális események
- Callatis Fesztivál, Románia legnagyobb könnyűzenei és kulturális rendezvénye, Mangalia
- George Enescu Fesztivál, az ország legnagyobb klasszikuszenei fesztiválja kétévente, Bukarest-Iași-Nagyszeben
- Aranyszarvas Fesztivál, Brassó
- Szebeni Dzsesszfesztivál, Nagyszeben
- Stufstock rockfesztivál, Vama Veche
- Középkori Fesztivál, Segesvár
- Csíksomlyói búcsú és Ezer Székely Leány Napja, Csíkszereda
- VIBE Fesztivál, Marosvásárhely (koncertek, sportesemények)
- Székelyföldi Rockmaraton, Székelyudvarhely
- Csepűrágó ünnep, Temesvár, nemzetközi szabadtéri színházi és zenei fesztivál, június 25–27.

## Turisztikai információk, szolgáltatások

### Szállás
- Maroshévízi Református Ifjúsági Ház + Erdély[12]

## Fordítás
- Ez a szócikk részben vagy egészben  a   Tourism in Romania című angol Wikipédia-szócikk fordításán alapul.  Az eredeti cikk szerkesztőit annak laptörténete sorolja fel. Ez a jelzés csupán a megfogalmazás eredetét és a szerzői jogokat jelzi, nem szolgál a cikkben szereplő információk forrásmegjelöléseként.

## Külső hivatkozások
- Románia-utazás.lap.hu – Linkgyűjtemény
- Román Országos Turisztikai Hivatal
- szekelyderzs.com – Székelyderzs hivatalos weboldala